# Hervormde kerk (Nieuwpoort)
De Hervormde kerk in de Nederlandse stad Nieuwpoort, provincie Zuid-Holland, is een driebeukige pseudobasiliek aan de Binnenhaven.
De kerk dateert uit de eerste helft van de 16e eeuw. In het jaar 1774 werd de kerk vernieuwd, waarbij de toren werd afgebroken en vervangen door een nieuwe westgevel met open koepeltorentje. De kerk werd hersteld in 1842-'43.
Het is een rijksmonument sinds 1968.